# Ульссон, Юхан
Ю́хан У́льссон (швед. Johan Olsson; род. 19 марта 1980 года, Скультуна, Вестманланд) — шведский лыжник, двукратный олимпийский чемпион в эстафете (2010 и 2014), двукратный чемпион мира. Всего за карьеру выиграл шесть медалей на Олимпийских играх и восемь — на чемпионатах мира.
Завершил карьеру весной 2017 года.

## Спортивная карьера
Ульссон участвовал в соревнованиях по лыжным гонкам на юниорском уровне с 1998 года. В 2001 году дебютировал во взрослых соревнованиях.
Трижды участвовал в олимпийских играх. На Олимпиаде в Турине в 2006 году завоевал бронзовую медаль в эстафете 4×10 км, а в гонке на 15 км занял 6-е место. На Олимпиаде-2010 в Ванкувере впервые стал олимпийским чемпионом в эстафете. В гонке на 30 км (15+15) долгое время шёл первым, с максимальным отрывом от группы преследователей в 25 секунд, однако не удержал лидерство и в итоге занял третье место. В финальной гонке на 50 км Ольссон также был третьим. На финише между ним и швейцарцем Дарио Колонья начала разгораться борьба, когда Колонья на повороте перед финальной прямой попытался сравняться с Ульссоном. Но в этот самый момент Колонья упал, а Ульссон таким образом выиграл бронзу. В 2014 году в олимпийском Сочи Ульссон второй раз в карьере стал олимпийским чемпионом в эстафете, а также выиграл серебряную медаль в гонке на 15 км классикой.
На чемпионатах мира с 2005 года участвовал 6 раз. Первую медаль — серебряную Ульссон завоевал в составе эстафетной четвёрки на чемпионате мира 2011 года в Хольменколлене. На следующем чемпионате 2013 года впервые стал чемпионом мира на дистанции 50 км классикой, а также выиграл две серебряные медали в эстафете и в гонке на 15 км свободным стилем. В 2015 году в Фалуне второй раз стал чемпионом мира на этот раз на дистанции 15 км свободным стилем, в довесок завоевал ещё одно серебро в эстафете и бронзу в масс-старте на 50 км классикой.
В Кубке мира дебютировал 8 декабря 2001 года. Имеет в своем активе 5 индивидуальных побед и одну в эстафете. Лучший результат в общем зачёте Кубка — 14-е место в сезонах 2008/09 и 2011/12.

## Семья
Жена Юхана — шведская лыжница Анна Ульссон (Дальберг), олимпийская чемпионка 2006 года.